# Эппель, Джон
Джон Э́ппель (англ. John Eppel; 19 сентября 1947 года, Линденбург, ЮАР) — зимбабвийский писатель, поэт и педагог. Пишет на английском языке.

## Биография
Родился в ЮАР в семье, принадлежавшей к белому населению. В четырёхлетнем возрасте приехал с родителями в Южную Родезию (ныне Зимбабве), в шахтерский городок Коллин-Баун (отец — шахтер). Учился в Мильтоновской высшей школе в Булавайо, затем окончил Университет в провинции Наталь (ныне Квазулу-Наталь, ЮАР), получил степень магистра по англистике за работу о поэтике Китса (1982). Преподаватель английского языка и англо-американской литературы в колледже Св. Патрика в Булавайо. Был женат, отец троих детей.

## Творчество
После обретения Зимбабве независимости (1980), в ситуации, когда на общественную авансцену выдвинулась проблематика национального самоопределения и правящими силами была затребована исключительно патриотическая символика, Эппель долго не находил издателей для своих книг, поскольку в нём не слышали «африканского голоса», он не выглядел «ни европейцем, ни африканцем» и был недостаточно «нашим». До поры не находили понимания и сатирические ноты его поэзии и прозы. Так что он дебютировал в печати поздно, причем в ЮАР — сначала сборником стихов Военные трофеи (1989, книга искала издателя 12 лет), который тут же получил премию Ингрид Йонкер, а потом романом D.G.G. Berry’s The Great North Road (1992), искавшим издателя 15 лет, но сразу же выигравшим премию южно-африканской телевизионной сети M-Net; газета ЮАР Weekly Mail & Guardian назвала тогда роман одной из двадцати лучших англоязычных книг Южной Африки за последние полвека. В ЮАР выходили и несколько следующих книг поэзии и прозы Эппеля; собственно, его книги начали более или менее регулярно публиковать в Зимбабве только в двухтысячные годы.
Подборки стихов Джона Эппеля вошли в представительные антологии «The Heart in Exile: South African Poetry in English 1990—1995» (1996), «Intwasa Poetry» (2008), а его новеллистика — в антологии «Short Writings from Bulawayo» (2003), «Short Writings from Bulawayo II» (2005), «Writing Now: More Stories from Zimbabwe» (2005), «Short Writings from Bulawayo III» (2006), «Laughing Now» (2008), «Long Time Coming: Short Writings from Zimbabwe» (2008).
В поэзии Эппель развивает английскую традицию (Т.Харди), нередко использует регулярный, рифмованный стих.

## Книги

### Стихи
- Военные трофеи/ Spoils of War (Кейптаун, 1989)
- Соната для Матабелеленда/Sonata for Matabeleland (Кейптаун, 1995)
- Избранные стихотворения/ Selected Poems: 1965—1995 (Булавайо, 2001)
- Песни, которым научила меня моя страна/ Songs My Country Taught Me (Хараре, 2005)

### Романы
- Великий Северный путь Д. Г. Г. Берри/ D.G.G. Berry’s The Great North Road (Кейптаун, 1992, премия южноафриканской телевизионной сети M-Net; выпущен Amazon.com в формате E-book)
- Ретушированные снимки/ Hatchings (Кейптаун, 1993, шорт-лист премии M-Net Prize; переизд.: Булавайо, 2006,; статья о романе: )
- Человек-жираф/ The Giraffe Man (Кейптаун, 1994, франц. пер. 2004 с предисловием Андре Бринка)
- The Curse of the Ripe Tomato (Булавайо, 2001)
- The Holy Innocents (Булавайо, 2002)
- Absent: the English Teacher (Хараре, 2009; Оксфорд, 2009)

### Новеллы
- Карузо из Коллин-Баун и другая короткая проза/ The Caruso of Colleen Bawn and Other Short Writings (Булавайо, 2004)
- White Man Crawling and Other Short Writings (Булавайо, 2007)
- Вместе: рассказы и стихи/ Together: stories and poems (Булавайо, 2011; в соавторстве с Джулиусом Чингоно)

## Признание
В 2012 году писатель получил ещё одну награду — литературную премию Zimbabwe Achievers Award за новеллу Триптих.
Произведения писателя включены в программы постдипломного обучения.